# Дмитряшевка
Дмитря́шевка — село Хлевенского района Липецкой области. Центр Дмитряшевского сельсовета.

## География
Село находится на расстоянии 75 км от областного центра г. Липецк и 9 км — от районного центра с. Хлевное. Стоит на правом берегу реки Дон. Через село проходит шоссе Хлевное — Фомино-Негачёвка.
На северо-западе к Дмитряшевке примыкает деревня Гудовка.

## История
Основана выходцами из соседнего села Хлевного в середине XVII века. Название села произошло от имени первого поселенца — Димитрия Родионова, по документам первое упоминание о нём относится к XVII веку (1630—1659 годы).
В 1811 году построена Церковь Покрова Пресвятой Богородицы, прихожан насчитывалось до 2010 человек. По архивным данным, с 1848 года существовала церковно-приходская школа.
До 1956 года Дмитряшевка была центром Дмитряшевского района.
На территории поселения преобладает чернозёмный тип почв. Распространены промыслы: рыбная ловля, работа на земле, животноводство.

## Население
| 1859 | 1897  | 2009  | 2010  |
| ---- | ----- | ----- | ----- |
| 2838 | ↗4393 | ↘1641 | ↘1570 |

## Экономика и инфраструктура
В селе с 2008 года функционирует отделение пожарно-спасательного поста МЧС России.
В селе создан культурно-образовательный центр, объединяющий среднюю школу, детский сад, библиотеку, сельский Центр культуры и досуга.
На территории села есть школа — это муниципальное общеобразовательное учреждение средняя общеобразовательная школа, рассчитанная на 200 учащихся в которой обучается в настоящее время 151 человек, современный педагогический коллектив насчитывает 23 педагога.
В селе находилось Государственное "областное специализированное «Коррекционное» общеобразовательное учреждение для обучающихся воспитанников с ограниченными возможностями здоровья школа интернат У-7 с. Дмитряшевка, в котором обучалось 54 учащихся с педагогическим коллективом 29 человек. 16 августа 2022 года школа-интернат была ликвидирована.
Функционирует детский сад общей посещаемостью детей 39 человек, состоящий из 2 групп.
Функционировал Дмитряшевский больничный комплекс на 25 коек (с 2022 года переведены в ГУС Хлевенская ЦРБ).
Успешно развиваются 28 КФХ, которые специализируются на выращивании зерновых культур и продукции животноводства.
Функционирует крупнейшее хозяйство «Речное», которое обрабатывает 8894 га земель сельскохозяйственного назначения.
Функционирует крупное предприятие ООО «Донская Нива» по производству подсолнечного масла (объём получаемой продукции — 40000 кг масла в год).

## Известные жители и уроженцы
- Дедов Иван Иванович (р.1941)- советский и российский врач-эндокринолог. Полный кавалер Ордена «За заслуги перед Отечеством», Герой труда Российской Федерации, Действительный член РАМН (1994), академик РАН с 22 мая 2003 года по Отделению биологических наук (физиология, эндокринология). Президент Российской академии медицинских наук (2011—2013), вице-президент Российской академии наук (с 2014). Директор Эндокринологического научного центра Минздрава РФ (1989-2018) главный эндокринолог Министерства здравоохранения СССР, России (с 1989). Заведующий кафедрой эндокринологии лечебного факультета Первого МГМУ им. И. М. Сеченова (1988—2013)
- Дедов, Афанасий Лукьянович (1913—1961) — советский хозяйственный, государственный и политический деятель.
- Дедова, Евдокия Михайловна (1915—1991) — Герой Социалистического Труда.
- Сушков, Тихон Степанович (1918—1999) — председатель Владимирского Облисполкома.
- Шилов, Дмитрий Антонович (1908—1988) — полный кавалер ордена Славы.
- Шомин, Николай Александрович (1923—1994) — конструктор бронетанковой техники, Герой Социалистического Труда, генерал-лейтенант.